# Pont de Tolbiac
Der Pont de Tolbiac ist eine Fahrzeug- und  Fußgängerbrücke in Paris.

## Geschichte
Der Bau wurde 1876 durch den Rat der Stadt Paris beschlossen. Für den Bau der Brücke wurden 1879 mehrere Designs vorgeschlagen, unter anderem eines von Gustave Eiffel. Gewonnen hatten die beiden Ingenieure H.P. Bernard und J.D.A Pérouse.
1890 wurde die Brücke durch Januar-Eis auf der Seine beschädigt und 1893 wieder aufgebaut.
1943 griff ein alliierter Bomber das Kraftwerk Chevilly-Larue an und wurde dabei von der deutschen Flugabwehr getroffen. Um nicht in die Stadt zu stürzen, flog der Pilot Yves François Lamy in Richtung der Seine. Daraufhin traf er den Pont de Tolbiac, und das Flugzeug versank in der Seine. Keines der vier Besatzungsmitglieder, die der französischen Armee angehörten, überlebte dieses Unglück. Heute erinnert eine Marmortafel an der Brücke an dieses Ereignis.

## Daten
Die Brücke ist 168 Meter lang, 20 Meter breit und besteht aus fünf elliptischen Bögen mit den Maßen von 29, 32, 35, 32 und 29 Metern. Die Straße ist 12 Meter breit und von zwei vier Meter breiten Gehwegen umgeben.

## Lage
Die Brücke befindet sich im 12. und 13. Arrondissement von Paris. Die Zugangsstraßen sind die Rue Joseph Kessel und die Rue Neuve Tolbiac. Die nächste Station der Métro Paris ist die Station Cour Saint-Émilion.

## Galerie

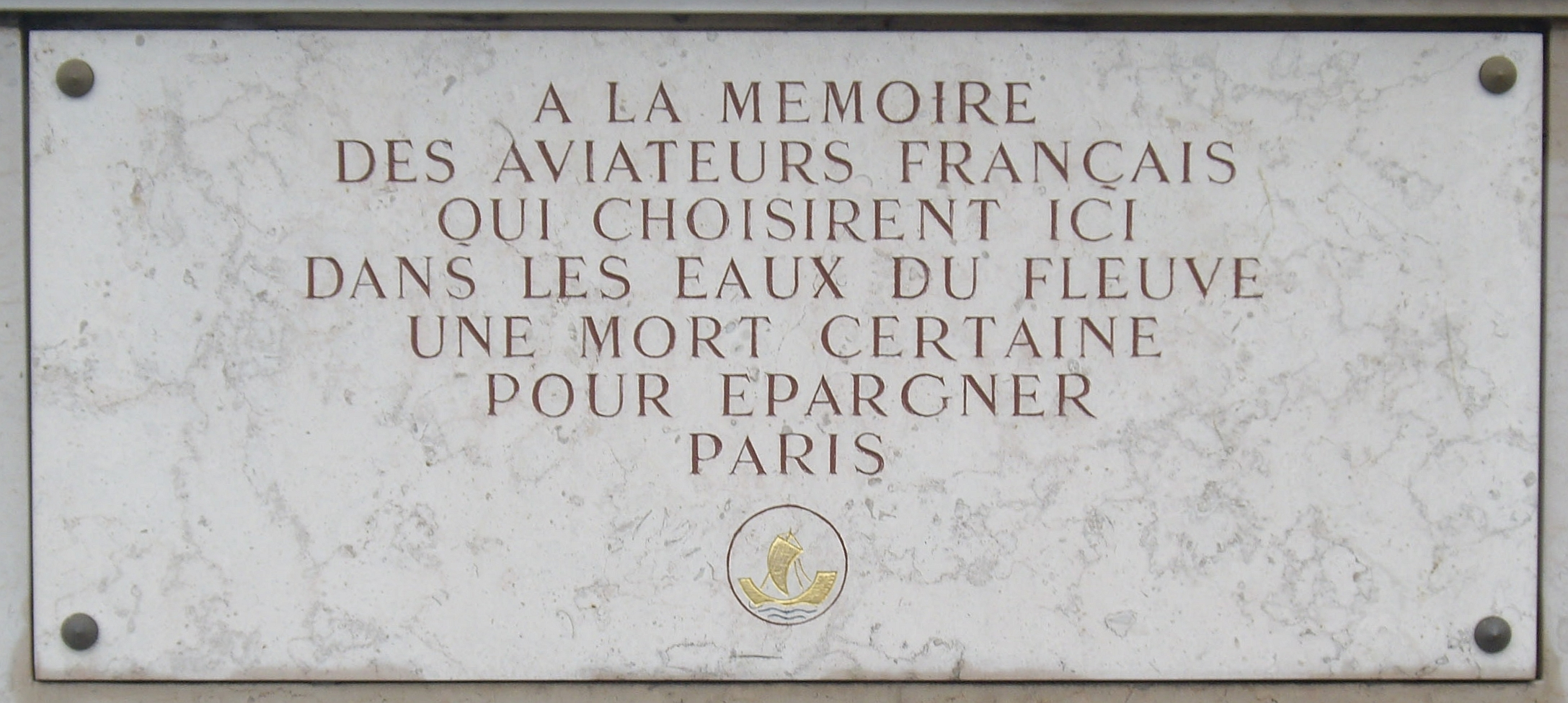
Erinnerungstafel
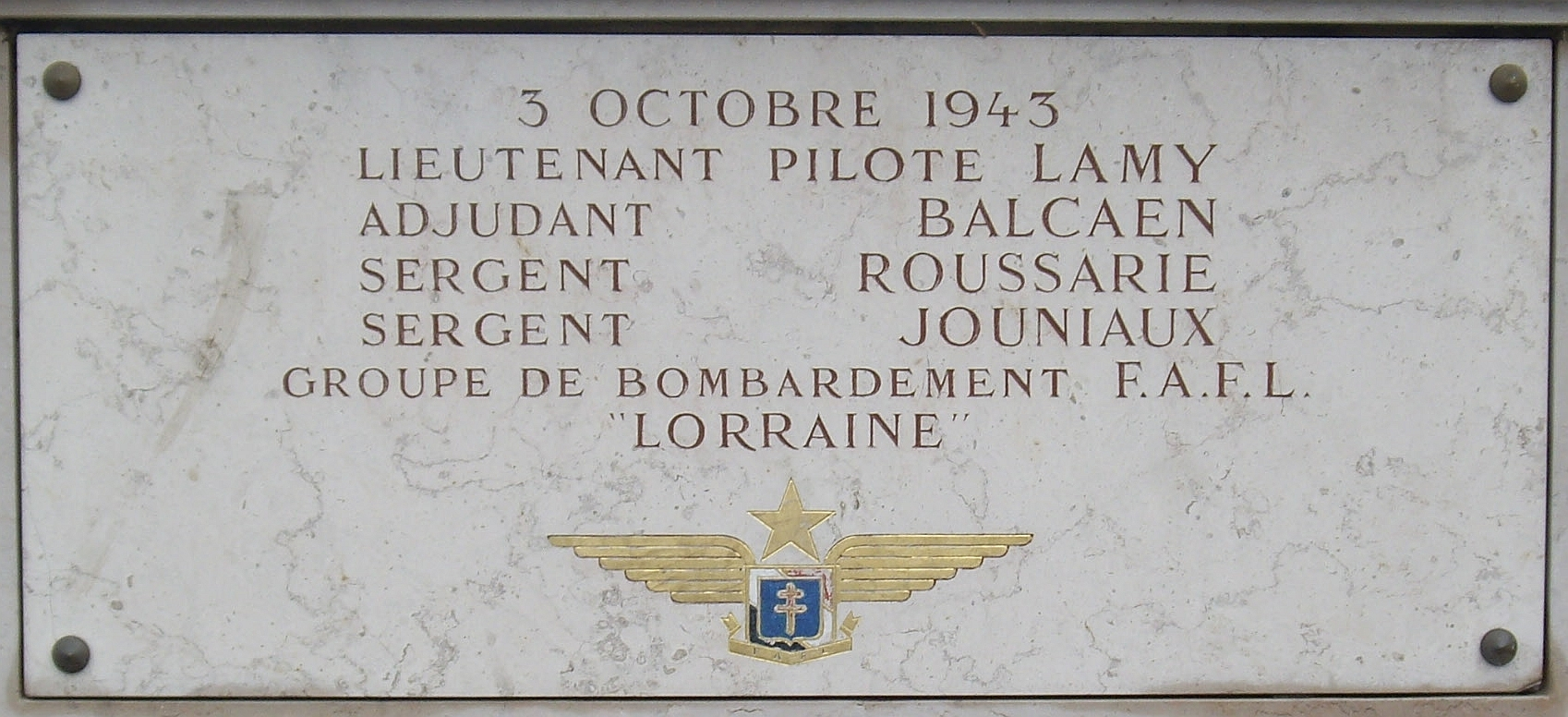
Erinnerungstafel
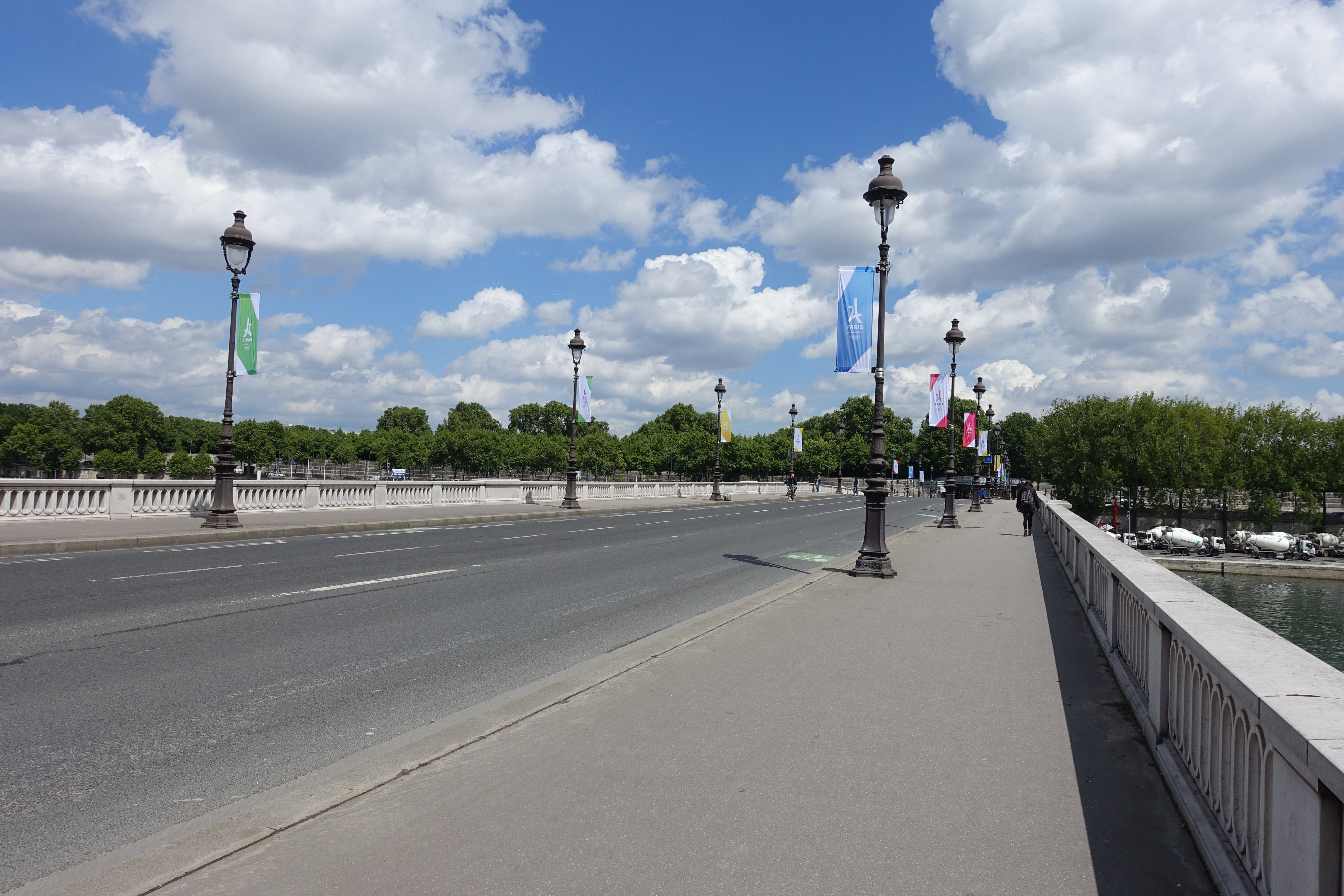
Fahrbahnen der Brücke
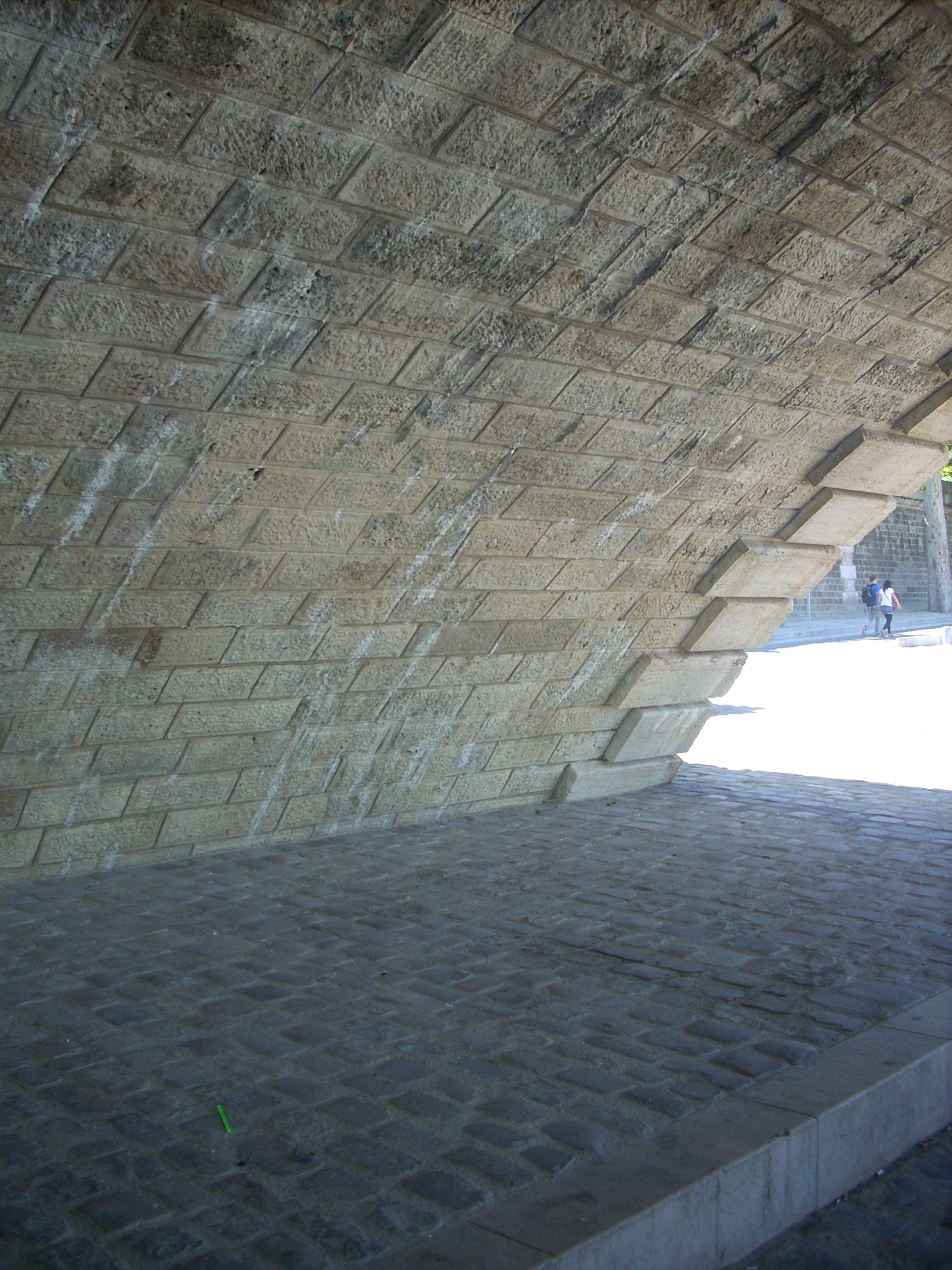
Mauerwerk der Brücke
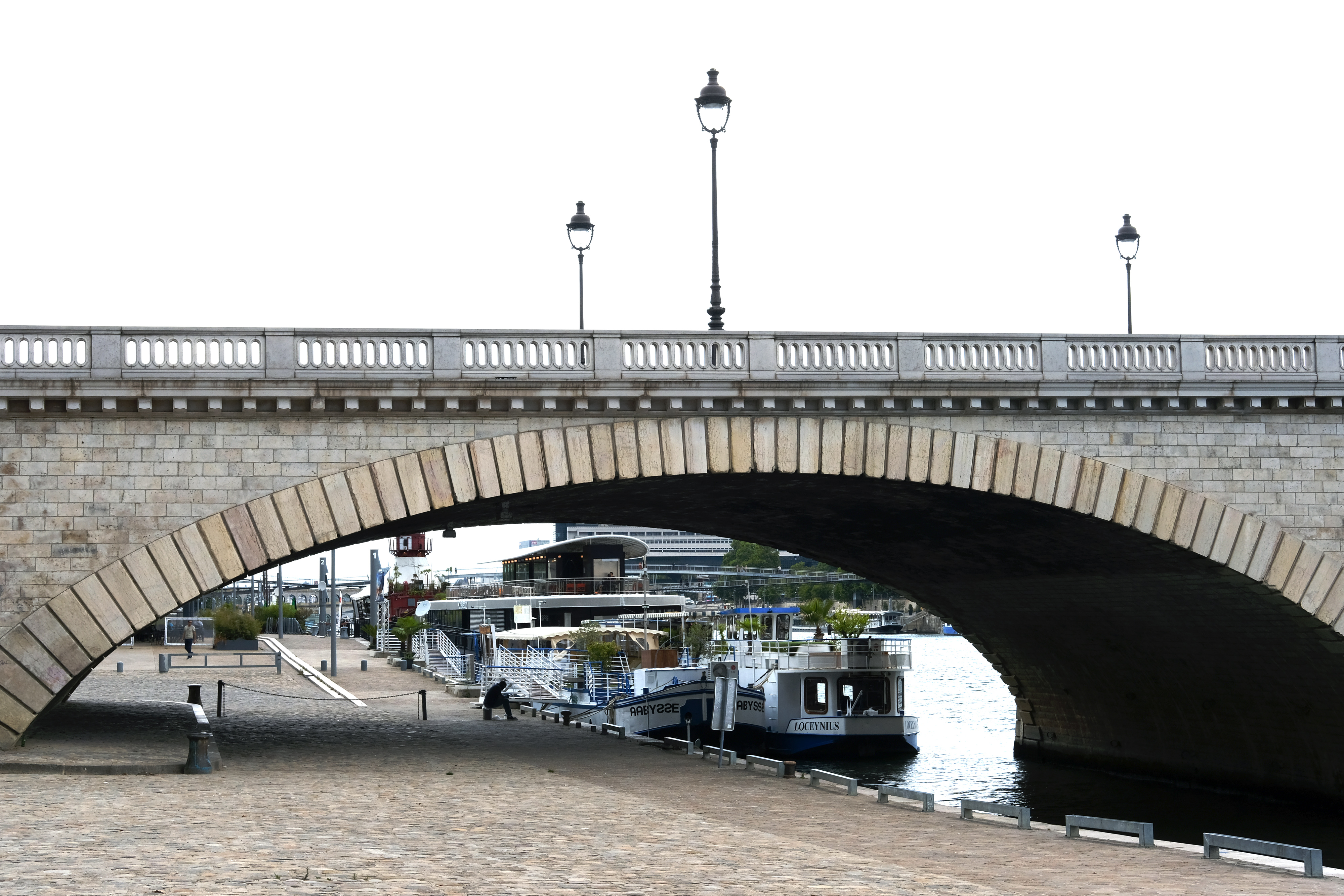
Detailansicht eines Bogens